# Паскуале Бруно
Паскуале Бруно (італ. Pasquale Bruno, нар. 19 червня 1962, Сан-Донато-ді-Лечче) — італійський футболіст, що грав на позиції правого захисника, зокрема, за «Лечче», «Комо», «Ювентус» та «Торіно», а також за олімпійську збірну Італії.

## Клубна кар'єра
Народився 19 червня 1962 року в Сан-Донато-ді-Лечче. Вихованець юнацьких команд клубу «Лечче». У дорослому футболі дебютував 1979 року виступами за його головну команду, в якій провів чотири сезони, взявши участь у 111 матчах другого італійського дивізіону. Більшість часу, проведеного у складі «Лечче», був основним гравцем захисту команди.
Своєю грою за цю команду привернув увагу представників тренерського штабу клубу «Комо», до складу якого приєднався 1983 року. За результатами першого ж сезону у новій команді допоміг їй здобути підвищення в класі і наступний сезон проводив вже в елітній Серії A. На рівні найвищого дивізіону лишався основним правим захисником команди з Комо.
Згодом протягом 1987—1990 захищав кольори «Ювентуса». Туринський клуб у той період переживав не найкращі часи, утім самеу його складі Бруно здобув свої перші титули, ставши 1990 року володарем Кубка Італії та Кубка УЄФА.
З 1990 року три сезони захищав кольори іншого туринського клубу, «Торіно», де також був основною опцією тренерського штабу на правому фланзі захисту. Додав у футболці «Торіно» до переліку своїх трофеїв ще один титул володаря Кубка Італії, ставав володарем Кубка Мітропи.
Протягом 1993—1995 років захищав кольори «Фіорентини» та «Лечче», а влітку 1995 року досвідчений захисник перебрався на Британські острови, де грав спочатку за шотландський «Гартс», а згодом за «Віган Атлетік» з третього за силою англійського дивізіону.
Завершував ігрову кар'єру у нижчоліговій команді «Сан Донато Леччезе» з рідного містечка, за яку виступав протягом 2002—2003 років.

## Виступи за збірні
1981 року грав у складі юнацької збірної Італії (U-20), з якою був учасником тогорічного молодіжного чемпіонату світу.
З 1987 по 1988 рік захищав кольори олімпійської збірної Італії. У складі цієї команди провів 2 матчі.

## Статистика виступів

### Статистика клубних виступів
| Сезон                  | Команда                | Чемпіонат              | Чемпіонат | Чемпіонат | Національний кубок | Національний кубок | Національний кубок | Континентальні кубки | Континентальні кубки | Континентальні кубки | Інші змагання | Інші змагання | Інші змагання | Усього | Усього |
| Сезон                  | Команда                | Ліга                   | Ігор      | Голів     | Ліга               | Ігор               | Голів              | Ліга                 | Ігор                 | Голів                | Ліга          | Ігор          | Голів         | Ігор   | Голів  |
| ---------------------- | ---------------------- | ---------------------- | --------- | --------- | ------------------ | ------------------ | ------------------ | -------------------- | -------------------- | -------------------- | ------------- | ------------- | ------------- | ------ | ------ |
| 1979–80                | «Лечче»                | B                      | 23        | 1         | КІ                 | 0                  | 0                  | -                    | -                    | -                    | -             | -             | -             | 23     | 1      |
| 1980–81                | «Лечче»                | B                      | 25        | 1         | КІ                 | 2                  | 0                  | -                    | -                    | -                    | -             | -             | -             | 27     | 1      |
| 1981–82                | «Лечче»                | B                      | 31        | 6         | КІ                 | 5                  | 0                  | -                    | -                    | -                    | -             | -             | -             | 36     | 6      |
| 1982–83                | «Лечче»                | B                      | 32        | 1         | КІ                 | 5                  | 0                  | -                    | -                    | -                    | -             | -             | -             | 37     | 1      |
| 1983–84                | «Комо»                 | B                      | 26        | 0         | КІ                 | 5                  | 0                  | -                    | -                    | -                    | -             | -             | -             | 31     | 0      |
| 1984–85                | «Комо»                 | A                      | 27        | 1         | КІ                 | 5                  | 0                  | -                    | -                    | -                    | -             | -             | -             | 32     | 1      |
| 1985–86                | «Комо»                 | A                      | 27        | 1         | КІ                 | 11                 | 0                  | -                    | -                    | -                    | -             | -             | -             | 38     | 1      |
| 1986–87                | «Комо»                 | A                      | 29        | 0         | КІ                 | 4                  | 0                  | -                    | -                    | -                    | -             | -             | -             | 33     | 0      |
| Усього за «Комо»       | Усього за «Комо»       | Усього за «Комо»       | 109       | 2         |                    | 25                 | 0                  |                      | -                    | -                    |               | -             | -             | 134    | 2      |
| 1987–88                | «Ювентус»              | A                      | 25+1      | 0+0       | КІ                 | 6                  | 0                  | КУЄФА                | 2                    | 0                    | -             | -             | -             | 34     | 0      |
| 1988–89                | «Ювентус»              | A                      | 23        | 0         | КІ                 | 8                  | 0                  | КУЄФА                | 5                    | 1                    | -             | -             | -             | 36     | 1      |
| 1989–90                | «Ювентус»              | A                      | 19        | 0         | КІ                 | 2                  | 0                  | КУЄФА                | 8                    | 0                    | -             | -             | -             | 29     | 0      |
| Усього за «Ювентус»    | Усього за «Ювентус»    | Усього за «Ювентус»    | 67+1      | 0         |                    | 16                 | 0                  |                      | 15                   | 1                    |               | -             | -             | 99     | 1      |
| 1990–91                | «Торіно»               | A                      | 28        | 0         | КІ                 | 5                  | 0                  | -                    | -                    | -                    | КМ            | 3             | 0             | 36     | 0      |
| 1991–92                | «Торіно»               | A                      | 22        | 1         | КІ                 | 4                  | 0                  | КУЄФА                | 9                    | 0                    | -             | -             | -             | 35     | 1      |
| 1992–93                | «Торіно»               | A                      | 24        | 0         | КІ                 | 7                  | 0                  | КУЄФА                | 4                    | 0                    | -             | -             | -             | 35     | 0      |
| Усього за «Торіно»     | Усього за «Торіно»     | Усього за «Торіно»     | 74        | 1         |                    | 16                 | 0                  |                      | 13                   | 0                    |               | 3             | 0             | 106    | 1      |
| 1993–94                | «Фіорентина»           | B                      | 19        | 0         | КІ                 | 4                  | 0                  | -                    | -                    | -                    | АІК           | 3             | 0             | 26     | 0      |
| лип.-груд. 1994        | «Фіорентина»           | A                      | 0         | 0         | КІ                 | 0                  | 0                  | -                    | -                    | -                    | -             | -             | -             | 0      | 0      |
| Усього за «Фіорентину» | Усього за «Фіорентину» | Усього за «Фіорентину» | 19        | 0         |                    | 4                  | 0                  |                      | 3                    | 0                    |               | -             | -             | 26     | 0      |
| січ.-черв. 1995        | «Лечче»                | B                      | 17        | 3         | КІ                 | -                  | -                  | -                    | -                    | -                    | -             | -             | -             | 17     | 3      |
| Усього за «Лечче»      | Усього за «Лечче»      | Усього за «Лечче»      | 128       | 12        |                    | 12                 | 0                  |                      | -                    | -                    |               | -             | -             | 140    | 12     |
| 1995–96                | «Гартс»                | ПД                     | 22        | 1         | КШ                 | 4                  | 0                  | -                    | -                    | -                    | -             | -             | -             | 26     | 1      |
| 1996–97                | «Гартс»                | ПД                     | 13        | 0         | КШЛ                | 4                  | 0                  | КВК                  | 2                    | 0                    | -             | -             | -             | 19     | 0      |
| Усього за «Гартс»      | Усього за «Гартс»      | Усього за «Гартс»      | 35        | 1         |                    | 8                  | 0                  |                      | 2                    | 0                    |               | -             | -             | 45     | 1      |
| 1997-лют. 1998         | «Віган Атлетік»        | 2ФЛ                    | 1         | 0         | -                  | -                  | -                  | -                    | -                    | -                    | -             | -             | -             | 1      | 0      |
| Усього за кар'єру      | Усього за кар'єру      | Усього за кар'єру      | 434+      | 16        |                    | 55+                | ?                  |                      | 36                   | 1+                   |               | -             | -             | 525+   | 17+    |

## Титули і досягнення
- Володар Кубка Італії (2):

«Ювентус»: 1989-1990
«Торіно»: 1992-1993
- Володар Кубка УЄФА (1):

«Ювентус»: 1989-1990
- Володар Кубка Мітропи (1):

«Торіно»: 1991